# Xu Rong
Xu Rong (chinesisch 徐蓉, * 1958) ist eine ehemalige Badmintonspielerin aus der Volksrepublik China, die später für Australien startete.

## Karriere
Xu Rong gewann im Damendoppel mit Wu Jianqiu die All England 1983. Die Swedish Open hatten beide schon im Jahr zuvor gewonnen. Bei der Badminton-Weltmeisterschaft 1983 mussten sie sich jedoch mit Bronze begnügen. Ein Jahr später wurde Xu Rong Weltmeisterin mit dem chinesischen Damenteam durch den Sieg beim Uber Cup 1984. 1985 siegte sie noch einmal im Doppel bei den Hong Kong Open mit Han Aiping.

## Sportliche Erfolge
| Saison | Veranstaltung     | Disziplin   | Platz | Name                 |
| ------ | ----------------- | ----------- | ----- | -------------------- |
| 1982   | Swedish Open      | Damendoppel | 1     | Xu Rong / Wu Jianqiu |
| 1983   | All England       | Damendoppel | 1     | Xu Rong / Wu Jianqiu |
| 1983   | Weltmeisterschaft | Damendoppel | 3     | Xu Rong / Wu Jianqiu |
| 1984   | Uber Cup          | Team        | 1     | China                |
| 1985   | Hong Kong Open    | Damendoppel | 1     | Xu Rong / Han Aiping |